# Chiesa di Santa Valpurga (Veurne)
La chiesa di Santa Valpurga, in fiammingo Sint-Walburgaskerk, è la chiesa principale della cittadina fiamminga di Veurne, in Belgio.

## Storia e descrizione

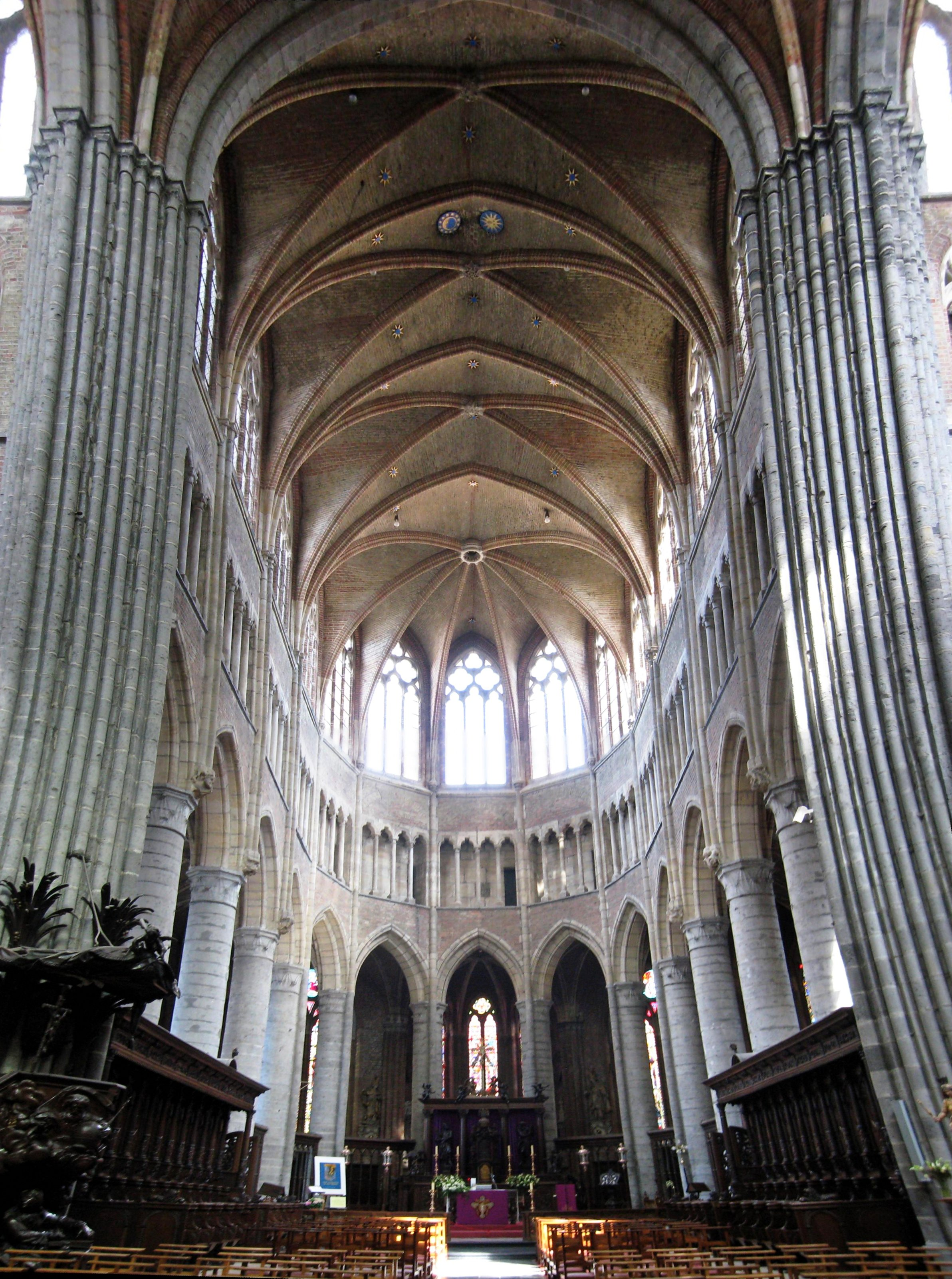
L'interno.

La chiesa ha avuto origine da una cappella comitale del IX secolo, sita in una rocca, dedicata alla Madonna.
Forse nel X secolo, la chiesa ricevette le reliquie di Santa Valpurga e nell'XI accolse un capitolo trenta canonici. Nel XII secolo Santa Valpurga divenne patrona della cittadina, e la chiesa cambiò il suo nome e venne ricostruita in stile romanico. 
Inoltre probabilmente Teodorico di Alsazia vi apportò una presunta reliquia della Santa Croce, ancora ivi conservata, che diede origine alla folcloristica processione dei Penitenti.
La collegiata venne ricostruita fra il 1230 e il 1280 in stile gotico a partire dal coro. Nel 1350 si iniziò una torre-portico sul lato opposto del coro, destinata a precedere la facciata; ma un incendio nel 1353 colpì l'edificio; il coro venne restaurato, ma i lavori si arrestarono. L'edificio restò con il solo coro terminato: a deambulatorio e cappelle radiali con doppi archi rampanti e appoggiato ai muri orientali del transetto; la torre presentava solo il primo piano, e venne così destinata a polveriera e poi a cisterna d'acqua.
Nel 1788 ci fu un tentativo di ripresa dei lavori, quando venne eretto il transetto meridionale; ma l'occupazione francese del 1799 abolì il Capitolo e l'edificio rischiò la demolizione.
Completamente restaurato fra il 1865 e il 1875, a partire dal 1902 si ripresero i lavori di costruzione. Il resto del transetto e le prime due campate delle navate vennero erette in stile neogotico su progetto dell'architetto Auguste Van Assche da Gent.

## Opere d'arte
- Stalli lignei del coro, O. Van Ommen, 1596.
- Pulpito ligneo di Hendrick Pulincx, 1728.
- Grand'organo di Jean-Godfroid Gobert e Joseph Bosquet da Lilla, 1743-45[4].

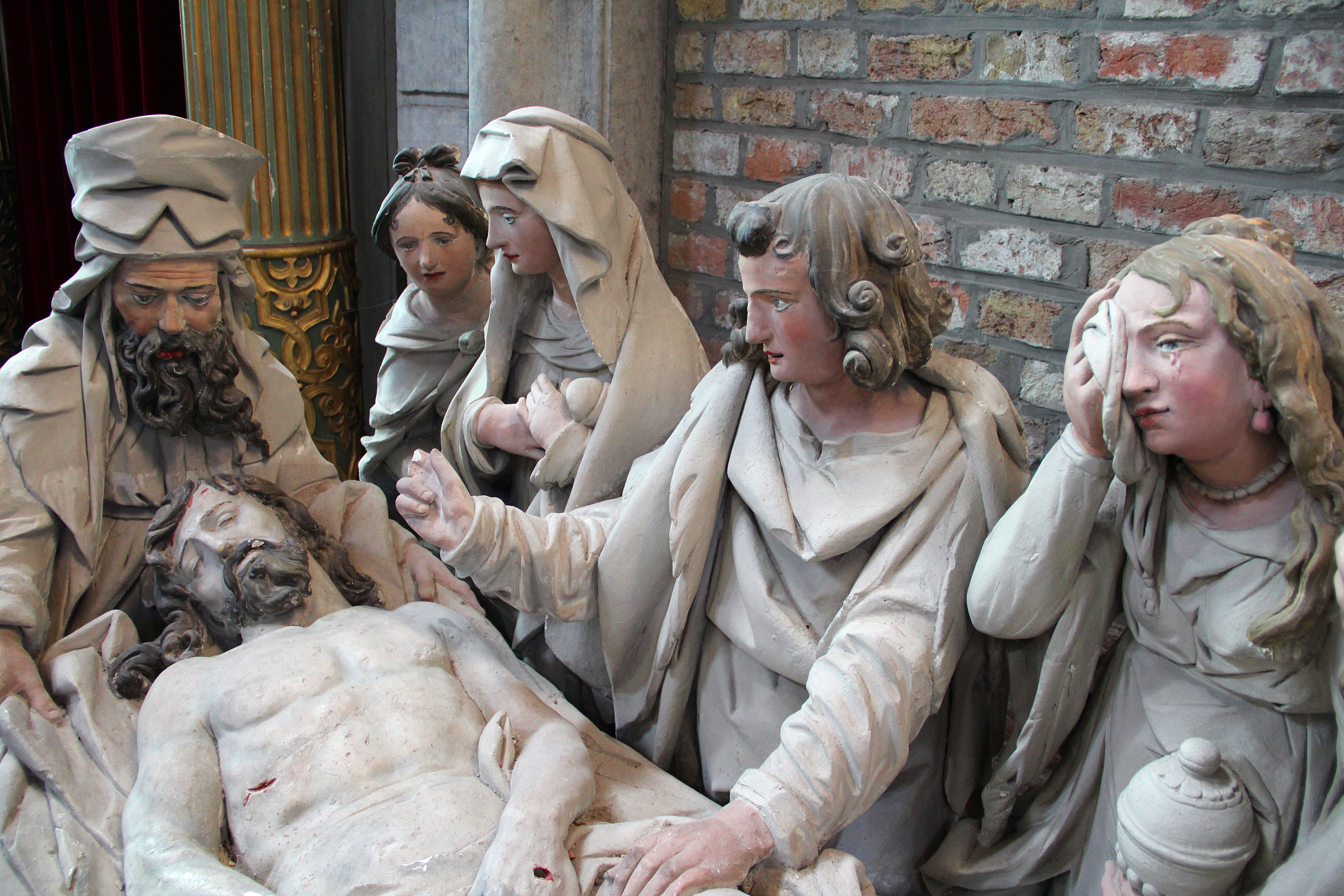
Lamentazione di Cristo
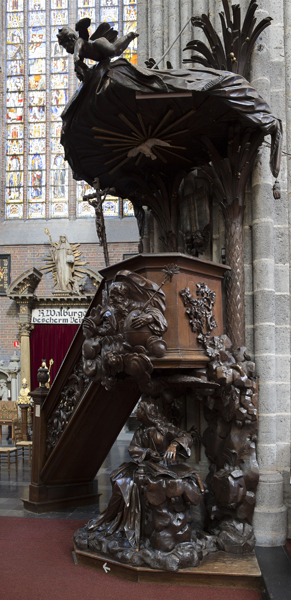
Pulpito Hendrick Pulincx
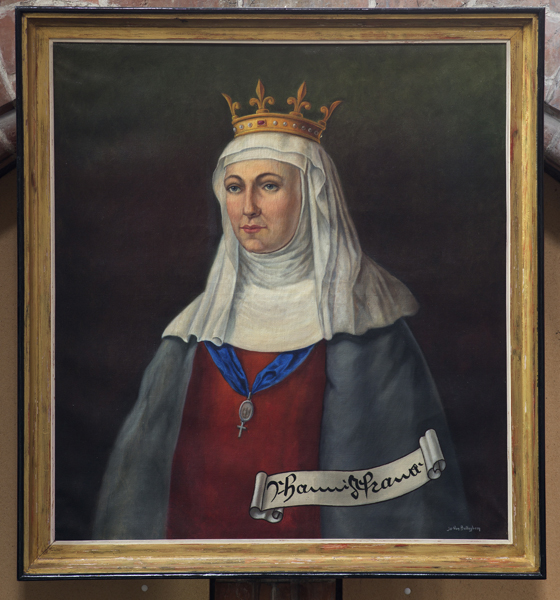
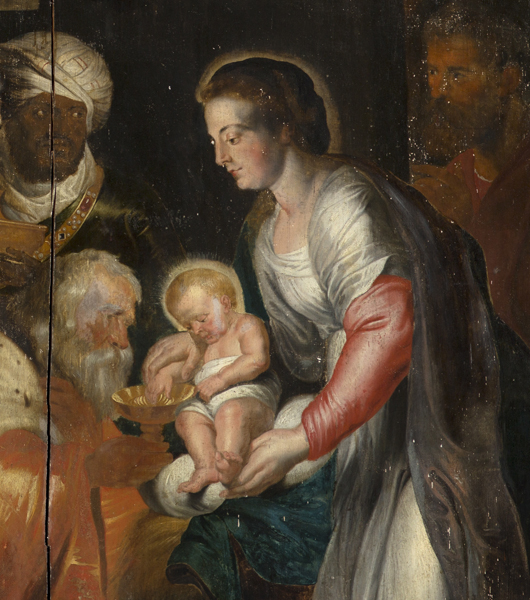
Adorazione dei Magi
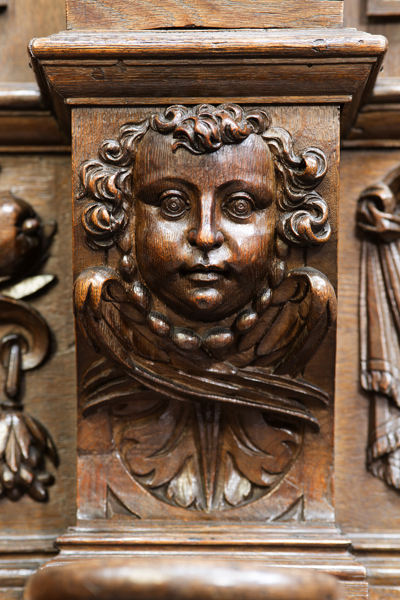
Otmaar van Ommen
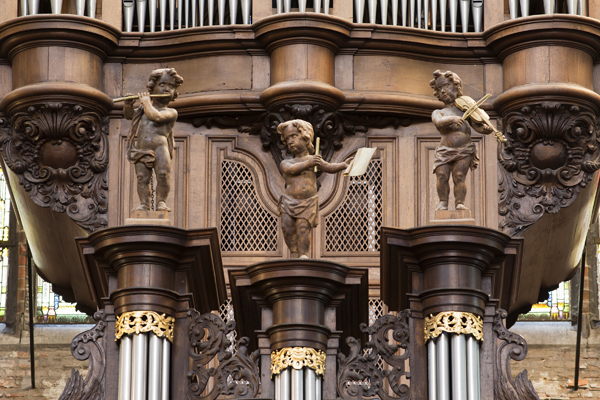
Grand'organo

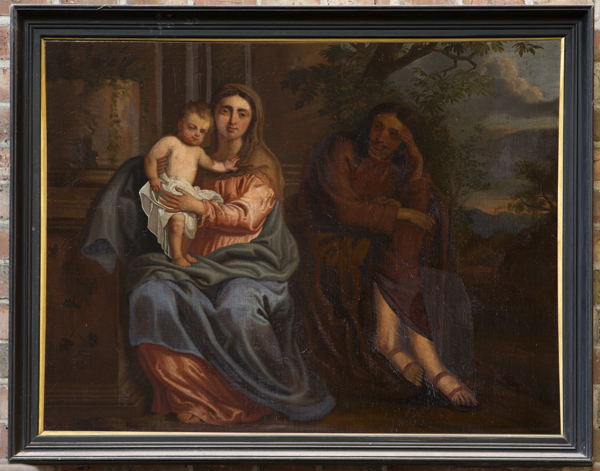
Madonna
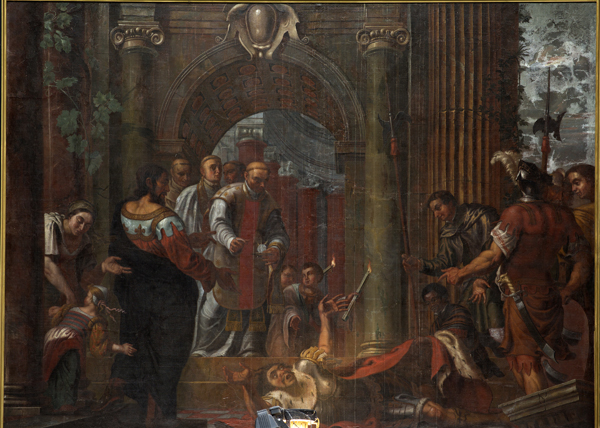
Guilielmus
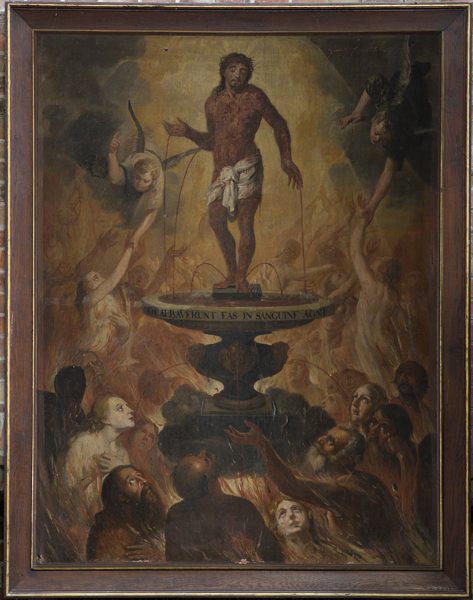
Preziosissimo Sangue di Nostro Signore Gesù Cristo
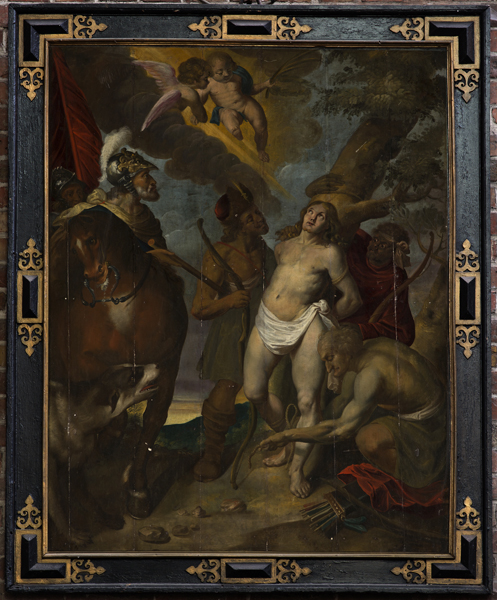
San Sebastiano
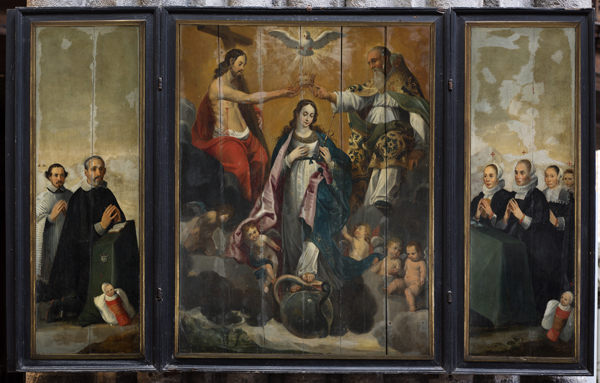
Maria
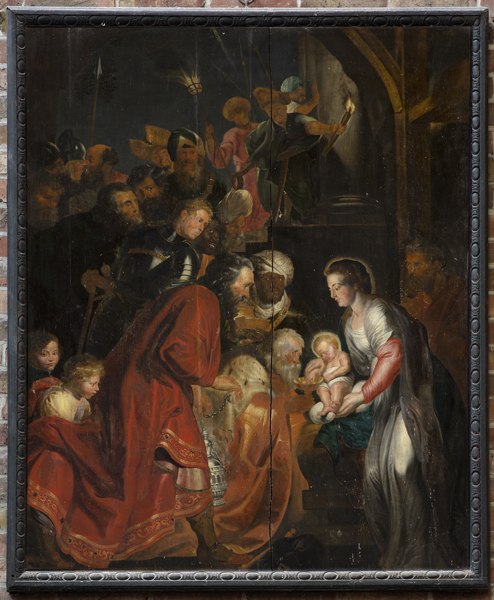
Adorazione dei Magi